# Sargramostim
Sargramostim (Leukine) ljudski rekombinantni je GM-CSF, koji se proizvodi pomoću ćelija kvasca. On je glikoprotein sa 127 aminokiselina. Razlikuje se od prirodnog proteina po supstituciji ostatka Leu23.

## Literatura
- Hardman JG, Limbird LE, Gilman AG (2001). Goodman & Gilman's The Pharmacological Basis of Therapeutics (10. изд.). New York: McGraw-Hill. ISBN 0071354697. doi:10.1036/0071422803.
- Thomas L. Lemke; David A. Williams, ур. (2007). Foye's Principles of Medicinal Chemistry (6. изд.). Baltimore: Lippincott Willams & Wilkins. ISBN 0781768799.

## Spoljašnje veze
|  | Molimo Vas, obratite pažnju na važno upozorenje u vezi sa temama iz oblasti medicine (zdravlja). |